# Локанатха Свами
Локана́тх(а) Сва́ми (IAST: Lokanātha Svāmī, англ. Lokanath Swami; род. 5 июля 1949, Араваде, Сангли, Бомбей, Индия) — кришнаитский религиозный деятель и проповедник, гуру Международного общества сознания Кришны (ИСККОН). Один из старших учеников основателя ИСККОН Бхактиведанты Свами Прабхупады (1896—1977). Курирует деятельность ИСККОН в Махараштре и Нойде и возглавляет Министерство падаятры в Руководящем совете ИСККОН. Активно занимается проповеднической деятельностью, путешествуя и выступая с лекциями по «Бхагавадгите» и другим священным текстам индуизма.

## Биография
Локанатха Свами (урождённый Рагхунатх) родился в 1949 году в вайшнавской семье в маленькой индийской деревне Аравад в штате Махараштра. В 1971 году, будучи студентом химического факультета Бомбейского университета, Рагхунатх на проповеднической программе в Бомбее встретил основателя ИСККОН Бхактиведанту Свами Прабхупаду и его западных учеников. Вскоре после этого Рагхунатх оставил учёбу и присоединился к ИСККОН, приняв монашеский образ жизни и получив санскритское духовное имя «Локанатха Даса».
В 1975 году Локанатха принял санньясу (уклад жизни в отречении) и титул «свами». В 1984 году он организовал падаятру — пеший проповеднический тур по Индии, в ходе которого Локанатха Свами, вместе с группой единоверцев и запряженной быками телегой, за несколько лет посетил все основные святые места индуизма и более 6000 индийских деревень, распространяя вайшнавскую литературу и устраивая киртаны. В 1989 году выступил организатором первой падаятры в США, а затем и в других западных странах. Под его руководством, программа падаятры сыграла большую роль в проповеди гаудия-вайшнавизма.
В 1986 году Локанатха Свами начал исполнять обязанности инициирующего гуру в ИСККОН. В 1996 году он курировал организацию празднования 100-летия Бхактиведанты Свами Прабхупады в Индии.
Локанатха Свами также известен в ИСККОН как исполнитель киртанов и как один из организаторов и постоянных участников массовых ежегодных паломничеств во Вриндаване и Маяпуре — «Враджамандала-парикрамы» и «Навадвипа-мандала-парикрамы».
В 2009 году вышел в свет документальный фильм «The Lost Village» («Потерянная деревня»), в котором Локанатха Свами на примере своей собственной жизни повествует о судьбе исчезающих в процессе урбанизации индийских деревень.